# Костыря, Анатолий Арсентьевич
Анато́лий Арсе́нтьевич Косты́ря  (29 января 1954, Красноармейское, Сталинская область — 1 декабря 2010, Донецкая область) — доктор исторических наук, профессор, академик Международной Кадровой Академии. Исследователь войны в Афганистане.

## Биография
С 1978 по 1999 г. на государственной службе в России, Таджикистане, Узбекистане. С 1999 по 2003 гг. − помощник председателя Украинского Союза ветеранов Афганистана (воинов-интернационалистов) (УСВА), начальник отдела Государственного комитета Украины по делам ветеранов. Государственный служащий Украины 5 ранга.

## Образование
- 1978 — Высшая комсомольская школа (ВКШ) при ЦК ВЛКСМ по специальности «история».

## Научная деятельность
С 2003 г. на научной исследовательской работе.
Автор монографий «Историография, источниковедение, библиография спецоперации СССР в Афганистане (1979 − 1989 гг.)» (К., 2008; 2-е изд. Донецк, 2009), соавтор учебника для ВУЗов «Політична исторія України ХХ століття» (К., 2006), словаря − справочника «Военно-политическая спецоперация СССР в Афганистане (25 декабря 1979 − 15 февраля 1989 гг.)» (К., 2007; 2-е К., 2007; 3-е изд. К., 2008); монографий «Историография войны в Афганистане (25 декабря 1979 − 15 февраля 1989 гг.)» (К., 2005 (на рус. яз); К., 2006 (укр. яз.); автор более 70 научных, публицистических статей по проблемам политической истории XX века, военно-политической спецоперации СССР в Афганистане, ставшей специфическим, интегрированным явлением мировой истории второй половины XX столетия, первым поединком мирового сообщества с зарождающимися международным терроризмом, исламским экстремизмом, наркотерроризмом во время кульминационного столкновения сверхдержав − СССР и США в рамках «холодной войны», которая закончилась поражением СССР, мировой социалистической системы, вызвавшим глобальные изменения на планете.

## Библиографический указатель исследований А. Костыря по проблематике военно-политической спецоперации СССР 1979—1989 гг. — войны в Афганистане
- Историография, источниковедение, библиография спецоперации СССР в Афганистане (1979 − 1989 гг.). − К.: МИЦ «Мединформ», 2008. − 596 с. (37,25 п. л.). − ISBN 978-966-409-051-0.
- Историография, источниковедение, библиография спецоперации СССР в Афганистане (1979 − 1989 гг.). − 2-е изд., доп. и испр. − Донецк: ООО "ИПП «Промінь», 2009. − 600 с., 32 с. ил. (65,77 усл. изд. л.). − ISBN 978-966-2008-19-7.
- Историография войны в Афганистане (25 декабря 1979 − 15 февраля 1989 гг.). − К.: МИЦ «Мединформ», 2005. − 96 с. (5,58 п. л.). − ISBN 966-8318-87-0. − (В соавторстве).
- Історіографія війни в Афганістані (25 грудня 1979 − 15 лютого 1989 рр.). − К.: Міжрегіональний видавничий центр «Медінформ», 2006. − 92 с. (5,34 д. а.). − ISBN 966-8318-85-4. − (В співавторстві).
- Военно — политическая специальная операция СССР в Афганистане (25 декабря 1979 — 15 февраля 1989 гг.): словарь — справочник. — К.: МИЦ «Мединформ», 2007. — 380 с. (23,75 п. л.). − ISBN 966-409-016-6. − (В соавторстве).
- Военно — политическая спецоперация СССР в Афганистане (25 декабря 1979 — 15 февраля 1989 гг.). Словарь — справочник. — 2-е изд. перераб. и доп. − К.: МИЦ «Мединформ», 2007. — 452 с. (28,25 п. л.). − ISBN 978-966-409-026-8. − (В соавторстве).
- Военно — политическая спецоперация СССР в Афганистане (25 декабря 1979 — 15 февраля 1989 гг.): словарь — справочник. — 2-е изд. перераб. и доп. − доп. тираж. − К.: МИЦ «Мединформ», 2007. — 452 с. (28,25 п. л.). − ISBN 978-966-409-044-2. − (В соавторстве).
- Военно-политическая спецоперация СССР 1979 − 1989 гг. в Афганистане: основне параметры и историософия // «Афганцы» Донетчины: историко-мемориальное издание /авт.-сост. А. А. Костыря. − Донецк: ООО "ИПП «Промінь», 2009. − 560 с., 48 с. вкл. цвет. (35,34 п.л.). − ISBN 978-966-2008-23-4. − с. 59 − 129.
- Афганський пік «холодної війни» // Наукові праці МАУП. — 2008. − № 1. − С. 198 − 203.
- Воєнно — політична спецоперація СРСР в Афганістані як кульмінація «холодної війни» // Політичний менеджмент : наук. журнал / голов. ред. Ю. Ж. Шайгородський. — 2008. − № 1.− С. 144 − 157.
- Українська історіографія про воєнно — політичну спецоперацію СРСР в Афганістані (1979—1989 рр.) // Університет. — 2008. — № 1. − С. 28−39.
- Спецоперація СРСР в Афганістані 1979 − 1989 рр.: історіософська інтерпретація // Політичний менеджмент : наук. журнал / голов. ред. Ю. Ж. Шайгородський. — 2010. − № 1.− С. 180−188.
- Потери Донецкой области в Афганистане в 1979 − 1989 гг. // Історичні і політологічні дослідження. − 2009. − № 2. − С. 208−215. (В соавт).
- О параметрах и определении афганской эпопеи 1979 − 1989 годов. 12.07.2008. http://www.afghanistan.ru/doc/12561.html.
- История повторяется. 01.11.2008. http://www.afghanistan.ru/doc/13279.html
- Уроки истории. 29.01.2009. http://www.afghanistan.ru/doc/13914.html
- Историософская интерпретация спецоперации СССР в Афганистане 1979 − 1989 гг. 14.04.2009. www.101.int.ru
- «Новая» афганская стратегия США (уроки истории − 2). 16.04.2009. www.101.int.ru
- 25 декабря 1979 года: мифы и историческая правда. 22.12. 2009. http://www.afghanistan.ru/doc/16256.html

Рецензии на работы А. Костыря
- Стужук П. Сторінки афганської війни / П.Стужук // Воєнна історія. − 2006. − № 1- 3. − С. 125 − 127. − Рец. на кн.: Червонописький *С. В., Костиря А. А. Історіографія війни в Афганістані (25 грудня 1979 − 15 лютого 1989 рр. / Червонописький С. В., А. А. Костиря. − К.: МВЦ «Медінформ», 2006. − 92 с.
- Ткач Б. Афганістан: історіографія «тієї» війни / Б.Ткач // Політичний менеджмент : наук. журнал / голов. ред. Ю. Ж. Шайгородський. — 2006. − № 3.− С. 178−181. − Рец. на кн.: *Червонописький С. В., Костиря А. А. Історіографія війни в Афганістані (25 грудня 1979 − 15 лютого 1989 рр. / Червонописький С. В., *А. А. Костиря. − К.: МВЦ «Медінформ», 2006. − 92 с.
- Верхотуров Д. Начался научный этап изучения Афганской войны. 2.11.2009. http://www.afghanistan.ru/doc 15911/ − Рец. на кн.: *Костыря А. А. Историография, источниковедение, библиография спецоперации СССР в Афганистане (1979 − 1989 гг.): монография / А. А. Костыря. − 2-е изд., доп. и испр. − Донецк: ООО « ИПП Промінь», 2009. − 600 с., 32 с. ил.
- Гуржій О.І., Падалка С. С. Рец. на кн.: Костыря А. А. Историография, источниковедение, библиография спецоперации СССР в Афганистане (1979 − 1989 гг.): монография / А. А. Костыря. − К.: МИЦ «Мединформ», 2008. − 596 с. // Український історичний журнал. − 2010. − № 1. − С. 220 − 223.